# Curtis Tomasevicz
Curtis Tomasevicz (ur. 17 września 1980 w Shelby) – amerykański bobsleista. Dwukrotny medalista olimpijski.

## Kariera
Bobsleistą został w 2004. Wcześniej, na poziomie uniwersyteckim, uprawiał futbol amerykański. Już w 2006 debiutował na olimpiadzie, w załodze Stevena Holcomba. Startuje z tym pilotem nie tylko w czwórkach, ale także w dwójkach. Złoto w 2010 wywalczyli w czwórkach, wspólnie z nimi jechali Justin Olsen i Steve Mesler. W 2009 ta sama załoga wywalczyła złoto na mistrzostwach świata w Lake Placid. Tomasevicz ma w dorobku także medale w innych konkurencjach tej imprezy.